# Сатурн (планета)
Вижте пояснителната страница за други значения на Сатурн.
Сатурн е шестата планета от Слънчевата система. Тя е газов гигант и е втора по големина в Слънчевата система след Юпитер. Сатурн е известен най-вече с пръстените си, съставени от лед и космически прах. Сатурн носи името на римския бог на посевите и на земеделието Сатурн, съответствие на титана Кронос в древногръцката митология. Символът на планетата е стилизирано изображение на сърп (♄).
Сатурн е съставен от водород, хелий и следи от други елементи. Вътрешността на планетата е съставена от малко ядро от скали и лед, оградено от тънък слой метален водород, който е ограден от дебел външен слой газове. Скоростта на вятъра на Сатурн може да достигне до 1800 km/h, много по-бързо от ветровете на Юпитер. Планетата има магнитно поле със средна сила между това на Земята и много по-силното магнитно поле около Юпитер.
Сатурн притежава голяма система от планетни пръстени, съставени най-вече от лед, примесен с малки частици космически прах. Открити са шестдесет естествени спътника около планетата. Титан, най-големият около Сатурн и втори в Слънчевата система (след Ганимед около Юпитер), е по-голям от планета Меркурий и единственият естествен спътник в Слънчевата система, притежаващ значителна атмосфера. През януари 2005 г. космически модул достигна до повърхността на Титан, която има консистенция на мокър пясък.

## Физични характеристики
За сфероидната форма на Сатурн са характерни силното „сплесване“ в областта на полюсите и „издуване“ в зоната на екватора. Разликата между неговия екваториален (120 536 km) и полярен (108 728 km) диаметър е почти 10%. Причина за това е бързото въртене и течното състояние на планетата. Сатурн е единствената планета в Слънчевата система, която е с по-малка плътност от водата – 0,69 g/cm3. Ядрото на планетата обаче е значително по-плътно от леката атмосфера. Сатурн е равен само на 95 земни маси, сравнено с Юпитер, който тежи 318 пъти по масата на Земята, но е само 20% по-голям от Сатурн.

### Състав
Вътрешността на Сатурн е подобна на тази на Юпитер – скално ядро в центъра, покрито със слоеве (отвътре навън) от метализиран водород и молекулярен водород. Има следи от водни и амонячни кристали, както и от метан, етан и др. Общата маса на тези елементи се изчислява на около 19 до 31 пъти по-голяма от тази на Земята, с най-голяма концентрация в ядрото.
Температурата във вътрешността достига до 12 000 K; планетата излъчва 2,6 пъти повече топлина, отколкото получава от Слънцето, което е признак за високата температура на ядрото. Смята се, че основният метод за получаване на тази топлина е по механизма на Келвин – Хелмхолц (бавно сгъстяване под действието на гравитацията). Част от топлината може би се получава във вътрешността при „утаяването“ на хелия в предимно водородната среда (хелият е по-тежък от водорода) и отделената енергия вследствие на триенето между атомите.

### Атмосфера
За атмосферата на Сатурн са характерни облачни пояси, подобни на тези на Юпитер, но много по-бледи и по-широки в областта на екватора. Облачните пояси на Сатурн за първи път са изследвани от апаратите Вояджър. Впоследствие обаче увеличението в разделителната способност на земните телескопи (виж също телескопа Хъбъл) позволява тези пояси да се наблюдават и от Земята.
За атмосферата на Сатурн са характерни бури и турбуленции, подобни на тези на Юпитер. През 1990 г. телескопът Хъбъл наблюдава голям бял облак близо до екватора на планетата, който не е бил забелязан при наблюденията, извършени от апаратите Вояджър.
През 1994 г. е наблюдавана още една по-малка буря. При наблюдения в инфрачервения диапазон е открит полярният вихър (вид турбуленция), за който е характерно, че е значително по-топъл от заобикалящата го атмосфера и е единствен по рода си в Слънчевата система. Докато температурата на Сатурн обикновено е около −185 °C, температурата на вихъра е около −122 °C.
Голяма шестоъгълна вълна, която се насочва към полярната вихрушка, е забелязана първо на снимките, направени от Вояджър. През ноември 2006 г. НАСА обявява, че космическият апарат Касини е наблюдавал ураганна буря на южния полюс, която има ясно видимо око. Тези наблюдения са важни, защото освен на Земята не са наблюдавани на друга планета облаци във формата на око на циклон (включително и провалилото се наблюдение на Голямото червено петно на Юпитер от космическия апарат Галилео).

### Магнитно поле и магнитосфера
Сатурн има магнитно поле с проста сферична форма на магнитен дипол. Силата му е 0,2 Гауса (20 µT) на екватора, което е около 1/20 от магнитното поле около Юпитер и малко по-слабо от това на Земята. В резултат магнитосферата му е много по-малка от Юпитеровата и се простира малко отвъд орбитата на Титан. Най-вероятно магнитното поле се създава от метализирания водороден слой (наречен метализирано водородно динамо), подобно на магнитното поле при Юпитер. Както при другите планети и магнитосферата на Сатурн може да отклонява частиците, идващи от слънчевия вятър. Спътникът Титан обикаля във външната част на магнитосферата и тя взаимодейства с йонизирани частици от атмосферата на естествения спътник.

## Въртене
Средното разстояние между Сатурн и Слънцето е 1 400 000 000 km (9 AU). Със средна орбитална скорост 9,69 km/s, на Сатурн му трябват около 10 759 земни дни (или около 29½ години), за да направи една обиколка около Слънцето.
Заради ексцентрицитета от 0,056, разстоянието между Сатурн и Слънцето варира с около 155 000 000 km между перихелия и афелия.
Сатурн не се върти като твърдо тяло – определени са два периода на въртене в зависимост от географската ширина: Система I има период на въртене от 10 часа 14 минути и 00 секунди (844,3°/ден) и включва екваториалната зона от северната граница на южния екваториален пояс до южната граница на северния екваториален пояс. Всички други ширини са в Система II, за която е определен период на въртене от 10 часа 39 минути и 24 секунди (810,76°/ден). Система III се базира на радионаблюдения на планетата и за нея е определен период на въртене от 10 часа 39 минути 22,4 секунди (810,8°/ден). Понеже периодът на Система III е много близък до този на Система II, то в повечето случаи астрономите използват Система II (виж също въртене на Юпитер).
Приближавайки се към Сатурн през 2004 г., апаратът Касини-Хюйгенс открива, че периодът на Система III се е увеличил до 10 часа 45 минути 45 секунди (при грешка ±36 секунди). Причината за тази промяна е неизвестна.
По последна информация базирана на многобройни измервания, направени от сондите Касини, Вояджър и Пионер, е обявено през септември 2007 г., че денонощието на Сатурн е 10 часа 32 мин. и 35 сек.

## Пръстените на Сатурн
Най-голямата забележителност на Сатурн вероятно са неговите пръстени – сами по себе си уникален обект в Слънчевата система.

### Исторически наблюдения
Пръстените на Сатурн за първи път са били забелязани от Галилео Галилей през 1610 г., но първоначално той погрешно смятал, че те са големи спътници в близост до планетата. В писмото до своя благодетел, херцогът на Тоскана, Галилей пише:
 „Сатурн не е сам, а е съставен от три части, които почти се докосват и не се движат или изменят една спрямо друга. Подредени са на една права, успоредна на зодиака, средната част е Сатурн, който е около три пъти по-голям от страничните части“.
Галилео също е описал Сатурн като имащ „уши“. През 1612 г. Земята пресича равнината на пръстените, вследствие на което те стават невидими и през 1613 г., след като Земята се отдалечава от равнината им, те отново стават наблюдаеми. Това явление обърква допълнително Галилео, който смятал пръстените на Сатурн за „дръжки“, стърчащи от двете страни на диска на планетата.
През 1655 г. Кристиян Хюйгенс наблюдава и правилно описва пръстените, използвайки много по-мощен телескоп от този на Галилей. През 1675 г. Джовани Доменико Касини открива, че пръстените се състоят от множество тесни пръстени с пролуки между тях. Най-голямата пролука в пръстените носи неговото име – деление на Касини.
През 1859 г. Джеймс Кларк Максуел доказва, че пръстените не могат да бъдат твърди, защото биха се „счупили“. Той предполага, че пръстените са съставени от множество частици, които обикалят около планетата. През 1895 г. теорията му е потвърдена в обсерваторията Лик.

### Физически характеристики на пръстените
Пръстените на Сатурн могат да се наблюдават с обикновен любителски телескоп или с бинокъл с добро увеличение. Те се простират от 6630 до 120 700 km над екватора на планетата и са съставени от силикатни скали, железен оксид и ледени частици с големина, варираща от песъчинки до малки автомобили.
Две основни теории обясняват произхода на пръстените. Според първата теория, предложена от Едуард Рош, те са останки от спътник, който се е приближил твърде близо до Сатурн и е бил разрушен от приливните сили на планетата (виж граница на Рош). Според вариант на тази теория, спътникът е бил разрушен вследствие на сблъсък с друго небесно тяло – астероид или комета.
Според втората теория пръстените са останки от първичния материал в слънчевата мъглявина. Тази теория не е широко приета поради преобладаващото мнение сред учените, че пръстените на Сатурн не са стабилни в дългосрочен план и следователно са се образували сравнително скоро.
Най-големите пролуки в пръстените като делението на Касини и делението на Енке могат да бъдат наблюдавани от Земята. Апаратите Вояджър разкриват картина от хиляди тънки пролуки, тесни пръстени и спирални вълни, за които се смята, че са следствие от гравитационното въздействие на множеството спътници на Сатурн. Някои от пролуките биват „разчиствани“ от микроспътници като Пан, някои от които може би все още не са открити. Други са поддържани от гравитационните ефекти на Прометей и Пандора. Трети са вследствие на резонанса между орбиталния период на дадена пролука в пръстена с някой от естествените спътници на Сатурн (особено по-масивните). По този начин Мимас поддържа делението на Касини.

### Обратната страна на пръстените
Сравнение между снимките, направени от Касини-Хюйгенс (октомври 2004 г.), Пионер 11 (1979 г.) и телескопа Хъбъл
|  |  |  |  |

Осветената страна на пръстените изглежда различна от неосветената, която е тъмна и пръстен Б е почти черен. Наблюдение на неосветената част от пръстените (подобно на обратната страна на Луната) е възможно само от космически апарати и през 2004 г. апаратът Касини-Хюйгенс ги засне за първи път от 25 години.

### „Спиците“ на пръстените
Преди 1980 г. се смяташе, че структурата на пръстените на Сатурн е диктувана изцяло от гравитацията. По време на мисиите на апаратите Вояджър бяха наблюдавани тъмни радиални линии по пръстен Б, впоследстие наречени „спици“, чието продължително съществуване и въртене като едно цяло не може да се обясни от орбиталната механика. Предполага се, че те са последица от електромагнитни взаимодействия, тъй като се въртят в почти пълен синхрон с магнитосферата на Сатурн. Точният механизъм на тяхното образуване обаче все още е неизвестен.
Към февруари 2005 г. апаратът Касини-Хюйгенс все още не е открил спици в пръстените, въпреки че е оборудван с по-добри камери от тези на Вояджър. Възможно е те да изчезват и да се появяват в зависимост от сезоните на планетата. Някои учени смятат, че те няма да се появят отново преди 2007 г. Въпреки това екипът, изследващ снимките от Касини, продължава да следи за спици в пръстените и те се появяват отново на изображенията, изпратени от апарата на 5 септември 2005 г.

## Спътниците на Сатурн
Сатурн има голям брой естествени спътници (60 известни, изключвайки огромния брой тела, съставящи пръстените), 52 от които са именувани. Някои от спътниците са много малки: 34 са по-малки от 10 km в диаметър, а други 13 по-малки от 50 km в диаметър. Освен това има 3 небесни тела, за които се предполага, че може да са спътници, но може и да са просто големи образувания от прах в пръстените на планетата.
Най-големият спътник е Титан – единственият спътник в Слънчевата система, за който със сигурност се знае, че има гъста атмосфера. В сравнение с останалите спътници на Сатурн, Титан е огромен. След Слънцето, осемте планети и Юпитеровия спътник Ганимед, Титан е най-масивният обект в Слънчевата система. Титан съдържа около 90% от масата на материята около Сатурн и пръстените му.
Вторият по големина спътник на планетата е Рея, за която се предполага, че има разредена система от пръстени.
Повечето от спътниците на Сатурн са наименувани на Титаните от гръцката митология.
| Големите спътници на Сатурн, сравнени със Земната Луна. | Големите спътници на Сатурн, сравнени със Земната Луна. | Големите спътници на Сатурн, сравнени със Земната Луна. | Големите спътници на Сатурн, сравнени със Земната Луна. | Големите спътници на Сатурн, сравнени със Земната Луна. |
| Спътник                                                 | Диаметър (km)                                           | Маса (kg)                                               | Орбитален радиус (km)                                   | Орбитален период (дни)                                  |
| ------------------------------------------------------- | ------------------------------------------------------- | ------------------------------------------------------- | ------------------------------------------------------- | ------------------------------------------------------- |
| Мимас                                                   | 400 (10% Луна)                                          | 0,4×1020 (0,05% Луна)                                   | 185 000 (50% Луна)                                      | 0,9 (3% Луна)                                           |
| Енцелад                                                 | 500 (15% Луна)                                          | 1,1×1020 (0,2% Луна)                                    | 238 000 (60% Луна)                                      | 1,4 (5% Луна)                                           |
| Тетида                                                  | 1 060 (30% Луна)                                        | 6,2×1020 (0,8% Луна)                                    | 295 000 (80% Луна)                                      | 1,9 (7% Луна)                                           |
| Диона                                                   | 1 120 (30% Луна)                                        | 11×1020 (1,5% Луна)                                     | 377,000 (100% Луна)                                     | 2.7 (10% Луна)                                          |
| Рея                                                     | 1 530 (45% Луна)                                        | 23×1020 (3% Луна)                                       | 527 000 (140% Луна)                                     | 4,5 (20% Луна)                                          |
| Титан                                                   | 5 150 (150% Луна)                                       | 1350×1020 (180% Луна)                                   | 1 222 000 (320% Луна)                                   | 16 (60% Луна)                                           |
| Япет                                                    | 1 440 (40% Луна)                                        | 20×1020 (3% Луна)                                       | 3 560 000 (930% Луна)                                   | 79 (290% Луна)                                          |

Вижте също хронология на откриване на планетите в Слънчевата система и на техните естествени спътници.

## Изследване на Сатурн

### Пионер 11
Първата сонда, посетила планетата, е Пионер 11. През септември 1979 г., тя прелита на височина 20 000 km над горния слой облаци. Апаратът успява да направи снимки с ниска резолюция на планетата, спътниците и пръстените ѝ. Сондата успява да измери температурата на спътника Титан.

### Вояджър
През ноември 1980 г. Вояджър 1 преминава покрай планетата. Сондата заснема първите снимки с висока резолюция на Сатурн и спътниците му. За пръв път са наблюдавани особености от повърхността на по-големите сатурнови спътници. Апаратът прелита близо до Титан и успява да проучи атмосферата му. Вояджър 1 обаче доказва, че тя е непроницаема за вълните във видимия спектър и не успява да заснеме някакви характерни особености. Прелитането променя траекторията на апарата към излизане от Слънчевата система.
Почти година по-късно Вояджър 2 продължава изучаването на системата на Сатурн. Направени са нови открития за неговите пръстени и са открити няколко нови спътника. Вояджър 2 използва гравитацията на Сатурн, за да нагласи траекторията си към Уран.

### Предишни и настоящи мисии
| Апарат        | Пристигане на Сатурн | Напускане на Сатурн/ Прекратяване на мисията | Тип мисия        | Бележки                             |
| ------------- | -------------------- | -------------------------------------------- | ---------------- | ----------------------------------- |
| Пионер 11     | 1 септември 1979     | 1 септември 1979                             | Облитане         | Първи апарат, достигнал до Сатурн   |
| Вояджър 1     | 25 август 1981       | 25 август 1981                               | Облитане         |                                     |
| Вояджър 2     | 12 ноември 1980      | 12 ноември 1980                              | Облитане         |                                     |
| Касини        | 1 юли 2004           | Операционен                                  | Орбитален Апарат |                                     |
| Сонда Хюйгенс | 25 декември 2004     | 25 декември 2004                             | Приземяем апарат | Първият апарат, който каца на Титан |

### Бъдещи мисии
| Апарат                       | Изстрелване | Пристигане на Сатурн | Тип мисия                                  | Бележки |
| ---------------------------- | ----------- | -------------------- | ------------------------------------------ | ------- |
| Облитане на Сатурн със сонди | 2015        |                      | Облитане                                   |         |
| Изследовател на Енцелад      | 2020        |                      | Орбитален апарат с или без спускаем апарат |         |
| Изследовател на Титан        | 2025        |                      | Орбитален апарат + спускаем апарат         |         |

## Наблюдение на Сатурн
Сатурн е най-отдалечената от петте планети, които са лесно видими с невъоръжено око, другите четири са Меркурий, Венера, Марс и Юпитер (Уран и 4 Веста са видими само при много тъмно небе), и е последната планета, която ранните астрономи откриват преди Уран през 1781 г.
Сатурн и неговите пръстени са най-подходящи за наблюдение по време на опозиция (при елонгация от 180°).
| Дата                 | Разстояние до Земята (АЕ) | Ъглов диаметър (arcsec) |
| -------------------- | ------------------------- | ----------------------- |
| 3 декември, 2001 г.  | 8,08                      | 20,6                    |
| 17 декември, 2002 г. | 8,05                      | 20,7                    |
| 31 декември, 2003 г. | 8,05                      | 20,7                    |
| 13 януари, 2005 г.   | 8,08                      | 20,6                    |

За невъоръженото око Сатурн изглежда като ярка жълтеникава звезда с видима величина между +1 и 0 с период на пълно завъртане на фона на далечните звезди равен на приблизително 29,5 години. Бинокъл или телескоп с увеличение от поне 20 пъти са необходими за добри наблюдения.

## Сатурн в киното и фантастиката
Сатурн е популярен сред писателите-фантасти, въпреки че се използва от тях предимно като красива сцена вместо като важна част от действието.
- В романа на Артър Кларк от 1968 г. 2001: Космическа Одисея космически кораб посещава Сатурновата система. В последващия роман от 1976 г. Имперска Земя част от действието се развива на колония на Титан.
- Романът на Стивън Бакстър Титан представя Титан и живо описание на пътешествие през Сатурновата система.
- Романът на Бен Бова от 2003 г. Сатурн се развива главно на борда на космически кораб, пътуващ към планетата.
- В разказа на Исак Азимов Пътят на марсианците донасят къс лед от пръстените на Сатурн на пустинния Марс.
- Филмът на Дъглас Тръмбъл от 1972 г. Тихо бягство представя сводоподобен космически кораб, пътуващ през Сатурновата система.
- Действието на филма Сатурн 3 от 1980 г. се развива на главно на Сатурновите спътници, но също така съдържа пътешествие през пръстените на планетата.
- Част от действието в романа на Кърт Вонегът от 1959 г. Сирените на Титан се развива на Титан.
- Във вселената на Стар Трек Сатурн се използва от Академията на космическата флотилия.